# Cees van Kooten
Cees van Kooten (Alblasserdam, 20 augustus 1948 – Deventer, 24 augustus 2015) was een Nederlands voetballer en voetbaltrainer.

## Carrière
Van Kooten begon zijn loopbaan als aanvaller bij Hermes DVS in 1965 in de toenmalige Tweede divisie. Hij speelde hier tot 1971, het jaar waarin Hermes DVS terugkeerde naar de amateurs. In deze zes jaar werd Van Kooten één keer topscorer van de Tweede divisie (1970/1971). Van Kooten vertrok vervolgens dankzij bemiddeling van Cor van der Hart naar het Franse Lille OSC, waar hij een driejarig contract tekende. Door blessures en doordat Lille van de vijf buitenlanders die het onder contract had maar twee mocht opstellen, speelde Van Kooten maar enkele wedstrijden voor het Franse team. In december 1971 werd hij verhuurd aan Telstar, dat hem later definitief overnam. Bij Telstar groeide Van Kooten uit tot een gewaardeerde en kopsterke aanvaller. In 1976 maakte hij de overstap naar Go Ahead Eagles. Voor de Deventenaren maakte hij 79 competitiedoelpunten in zes seizoenen. Hiermee is hij nog altijd all-time clubtopscorer.
Aan zijn bonkige postuur en zijn kracht ontleende hij de bijnaam 'de tank'.
Het hoogtepunt van zijn carrière beleefde Van Kooten in het voorjaar van 1981. Op 32-jarige leeftijd debuteerde hij in het Nederlands elftal. In de uitwedstrijd tegen Cyprus maakte hij de enige treffer van de wedstrijd. Hij speelde uiteindelijk negen keer voor het Nederlands elftal waarin hij vier doelpunten maakte. In 1983 stapt Van Kooten over naar buurman PEC Zwolle '82, waar hij in december 1984 zijn spelerscarrière vanwege blessures voortijdig afsloot. Bij PEC bekleedde hij vervolgens een commerciële functie.
Na zijn spelersloopbaan werd Van Kooten trainer. Hij trainde eerst in het amateurvoetbal en vanaf 1994 N.E.C.. In november 1995 werd hij ontslagen bij de club uit Nijmegen. Ook bij RKC Waalwijk werd Van Kooten in het najaar van 1996 voortijdig de laan uit gestuurd. Hierna was hij nog kortstondig assistent-trainer bij Go Ahead Eagles, maar door een hartinfarct moest hij een stap terug doen. Hij was daarna nog regelmatig in de stadions aanwezig als rapporteur van het Voetballer van het Jaar-klassement van De Telegraaf.
Van Kooten overleed in 2015 op 67-jarige leeftijd aan kanker. Hij werd in besloten kring gecremeerd in crematorium Steenbrugge in Diepenveen.

## Carrièrestatistieken
| Seizoen         | Club            | Land            | Competitie      | Competitie | Competitie | Beker | Beker | Internationaal | Internationaal | Overig | Overig | Totaal | Totaal |
| Seizoen         | Club            | Land            | Competitie      | Wed.       | Dlp.       | Wed.  | Dlp.  | Wed.           | Dlp.           | Wed.   | Dlp.   | Wed.   | Dlp.   |
| --------------- | --------------- | --------------- | --------------- | ---------- | ---------- | ----- | ----- | -------------- | -------------- | ------ | ------ | ------ | ------ |
| 1965/66         | Hermes DVS      | Nederland       | Tweede divisie  | –          | 10         | –     | 0     | –              | –              | –      | –      | –      | 10     |
| 1966/67         | Hermes DVS      | Nederland       | Tweede divisie  | –          | 22         | –     | –     | –              | –              | –      | –      | –      | 22     |
| 1967/68         | Hermes DVS      | Nederland       | Tweede divisie  | –          | 23         | –     | 0     | –              | –              | –      | –      | –      | 23     |
| 1968/69         | Hermes DVS      | Nederland       | Tweede divisie  | 30         | 13         | 1     | 0     | –              | –              | –      | –      | 31     | 13     |
| 1969/70         | Hermes DVS      | Nederland       | Tweede divisie  | 31         | 23         | 2     | 1     | –              | –              | –      | –      | 33     | 24     |
| 1970/71         | Hermes DVS      | Nederland       | Tweede divisie  | 32         | 21         | 1     | 0     | –              | –              | –      | –      | 33     | 21     |
| 1971/72         | Lille OSC       | Frankrijk       | Ligue 1         | 4          | 0          | –     | –     | –              | –              | –      | –      | 4      | 0      |
| 1971/72         | Telstar         | Nederland       | Eredivisie      | 9          | 2          | 0     | 0     | –              | –              | –      | –      | 9      | 2      |
| 1972/73         | Telstar         | Nederland       | Eredivisie      | 34         | 9          | 1     | 0     | –              | –              | –      | –      | 35     | 9      |
| 1973/74         | Telstar         | Nederland       | Eredivisie      | 33         | 11         | 2     | 0     | –              | –              | –      | –      | 35     | 11     |
| 1974/75         | Telstar         | Nederland       | Eredivisie      | 31         | 12         | 2     | 0     | –              | –              | –      | –      | 33     | 12     |
| 1975/76         | Telstar         | Nederland       | Eredivisie      | 31         | 11         | 2     | 0     | –              | –              | –      | –      | 33     | 11     |
| 1976/77         | Go Ahead Eagles | Nederland       | Eredivisie      | 29         | 15         | 1     | 1     | –              | –              | –      | –      | 30     | 16     |
| 1977/78         | Go Ahead Eagles | Nederland       | Eredivisie      | 33         | 14         | 2     | 0     | –              | –              | –      | –      | 35     | 14     |
| 1978/79         | Go Ahead Eagles | Nederland       | Eredivisie      | 23         | 5          | 1     | 0     | –              | –              | –      | –      | 24     | 5      |
| 1979/80         | Go Ahead Eagles | Nederland       | Eredivisie      | 33         | 13         | 2     | 2     | –              | –              | –      | –      | 35     | 15     |
| 1980/81         | Go Ahead Eagles | Nederland       | Eredivisie      | 31         | 15         | 6     | 6     | –              | –              | –      | –      | 37     | 21     |
| 1981/82         | Go Ahead Eagles | Nederland       | Eredivisie      | 32         | 11         | 1     | 2     | –              | –              | –      | –      | 33     | 13     |
| 1982/83         | Go Ahead Eagles | Nederland       | Eredivisie      | 17         | 6          | 2     | 2     | –              | –              | –      | –      | 19     | 8      |
| 1982/83         | PEC Zwolle '82  | Nederland       | Eredivisie      | 16         | 5          | –     | –     | –              | –              | –      | –      | 16     | 5      |
| 1983/84         | PEC Zwolle '82  | Nederland       | Eredivisie      | 30         | 4          | 1     | 1     | –              | –              | –      | –      | 31     | 6      |
| 1984/85         | PEC Zwolle '82  | Nederland       | Eredivisie      | 3          | 1          | 0     | 0     | –              | –              | –      | –      | 3      | 1      |
| Carrière totaal | Carrière totaal | Carrière totaal | Carrière totaal | –          | 246        | –     | 15    | 0              | 0              | 0      | 0      | –      | 261    |